# Seiya Baba
Seiya Baba (馬場 晴也 Baba Seiya?), född 24 oktober 2001 i Chiba prefektur, är en japansk fotbollsspelare.
Baba började sin karriär 2020 i Tokyo Verdy.